# Biocompatibilidad

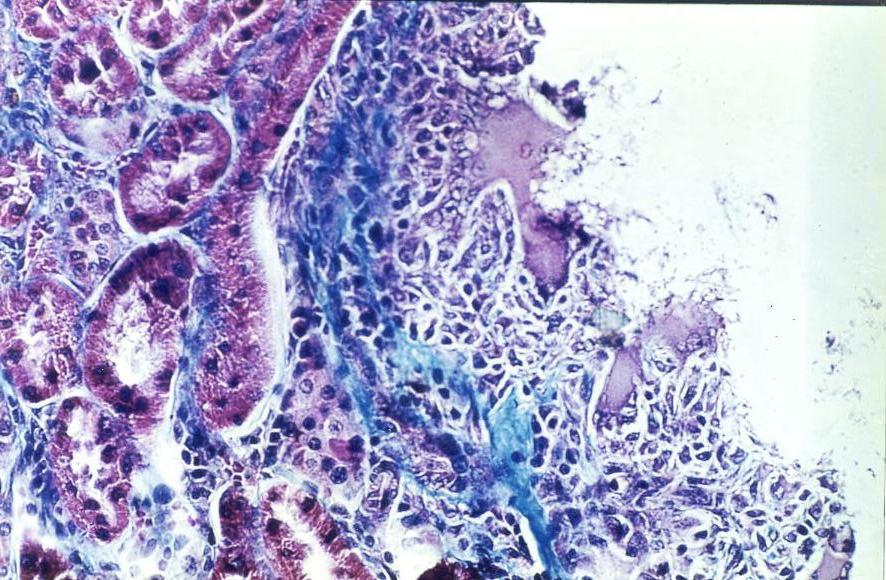
Aumento 400, presencia de una importante reacción conectiva e invasión celular.

Biocompatibilidad es un término derivado del prefijo bio- (del griego βιοσ, “vida, ser vivo”) y de la palabra compatibilidad (“capacidad de estar con”). Es la capacidad de un material para actuar con una respuesta adecuada del medio biológico en el cual son utilizados (un ser humano u otro ser vivo). Los materiales biocompatibles son llamados biomateriales.
El término biocompatibilidad se aplica principalmente a los materiales médicos en contacto directo, breve o prolongado, con los tejidos y fluidos internos del cuerpo como las sondas, las jeringuillas, las prótesis, etc.
Si se trata de un contacto breve intervienen la posible toxicidad o no del material, y el que pueda producir una reacción alérgica en el individuo.
Si se trata de un contacto prolongado interesa además cual debe ser la reacción deseada del tejido receptor:
- Que no reaccione con el huésped (materiales bioinertes), como el caso de la sutura de una herida con seda.

- Que se degrade o se reabsorba para ser reemplazado por el tejido del huésped (materiales bio-reabsorbibles o biodegradables), como el caso de una sutura interna con catgut.

- Que reaccione con el tejido en que se implanta dando lugar a una fuerte unión entre ambos (materiales bioactivos), como el caso de los implantes dentales o los implantes ortopédicos.

La biocompatibilidad se refiere a la capacidad de un biomaterial para desempeñar la función deseada de acuerdo con el tratamiento médico, sin provocar ningún efecto indeseable local o sistémico en el beneficiario de la terapia, pero al mismo tiempo generando la mejor respuesta celular o del tejido en esa situación específica. Asimismo, puede optimizar el desempeño clínico de dicha terapia (WILLIAMS et al., 2008).
Existen diversos materiales utilizados en ingeniería de tejidos, los cuales se pueden subdividir en materiales naturales y materiales sintéticos. Dentro de los naturales se incluyen, por ejemplo, el colágeno, los glicosaminoglicanos (GAGs), quitosano y alginatos (GOUGH et al., 2002). Las ventajas de éstos es que poseen una baja toxicidad y una baja respuesta inflamatoria crónica. Sin embargo, dentro de sus desventajas se encuentran las pobres propiedades mecánicas, así como estructuras complejas, que pueden dificultar su manipulación. Es por ello que tienen la posibilidad de combinarse con otros materiales naturales o sintéticos, con el fin de mejorar las propiedades mecánicas manteniendo la biocompatibilidad.
- Datos: Q864426
- Multimedia: Biocompatibility / Q864426